# Oscaecilia koepckeorum
Espèce
Statut de conservation UICN

 DD  : Données insuffisantes
Oscaecilia koepckeorum est une espèce de gymnophiones de la famille des Caeciliidae.

## Répartition
Cette espèce est endémique du bassin du río Itaya dans la région de Loreto au Pérou. Elle se rencontre à environ 200 m d'altitude.

## Étymologie
Cette espèce est nommée en l'honneur du couple Maria et Hans Koepcke.

## Publication originale
- Wake, 1984 : A new caecilian from Peru (Amphibia: Gymnophiona). Bonner Zoologische Beiträge, vol. 35, p. 213-219 (texte intégral).